# Andrzej Fischer
Andrzej Fischer (Swarzędz, 15 gennaio 1952 – 22 novembre 2018) è stato un calciatore polacco, di ruolo portiere.

## Carriera
Con la Nazionale polacca ha preso parte ai Mondiali 1974, chiusi al terzo posto.